# Karman Thandi
Karman Kaur Thandi, hindi करमन कौर थांडी (ur. 16 czerwca 1998 w Nowe Delhi) – indyjska tenisistka.

## Kariera tenisowa
W przeciągu kariery wygrała cztery turnieje singlowe i cztery deblowe rangi ITF. 20 sierpnia 2018 zajmowała najwyższe miejsce w rankingu singlowym WTA Tour – 196. pozycję, natomiast 14 stycznia 2019 osiągnęła najwyższą lokatę w deblu – 180. miejsce.
Tenisistka jest także reprezentantką kraju w rozgrywkach Pucharu Federacji.

## Finały turniejów WTA 125K series
| Legenda                     | Legenda |
| --------------------------- | ------- |
| Wielki Szlem                |         |
| Igrzyska olimpijskie        |         |
| WTA Tour Championships      |         |
| 2009 – 2020                 |         |
| WTA Premier Mandatory       |         |
| WTA Premier 5               |         |
| WTA Premier                 |         |
| WTA International Series    |         |
| WTA 125K series (2012–2020) |         |

### Gra podwójna 1 (1–0)
| Końcowy wynik | Nr | Data              | Turniej | Nawierzchnia    | Partnerka    | Przeciwniczki                    | Wynik finału          |
| ------------- | -- | ----------------- | ------- | --------------- | ------------ | -------------------------------- | --------------------- |
| Zwyciężczyni  | 1. | 18 listopada 2018 | Tajpej  | Dywanowa (hala) | Ankita Raina | Olga Doroszyna Nateła Dzałamidze | 6:3, 5:7, 12–12 krecz |

## Wygrane turnieje rangi ITF
| turnieje z pulą nagród 100 000 $ |
| turnieje z pulą nagród 80 000 $  |
| turnieje z pulą nagród 60 000 $  |
| turnieje z pulą nagród 25 000 $  |
| turnieje z pulą nagród 15 000 $  |
| turnieje z pulą nagród 10 000 $  |

### Gra pojedyncza
|    | Data       | Turniej    | Kat. | ($)    | Naw.   | Finalistka         | Wynik         |
| 1. | 23/06/2018 | Hongkong   | ITF  | 25 000 | twarda | Lu Jiajing         | 6:1, 6:2      |
| 2. | 26/06/2022 | Gurgaon    | ITF  | 25 000 | twarda | Sofia Costoulas    | 6:4, 2:6, 6:1 |
| 3. | 23/10/2022 | Saguenay   | ITF  | 60 000 | twarda | Katherine Sebov    | 3:6, 6:4, 6:3 |
| 4. | 23/07/2032 | Evansville | ITF  | 60 000 | twarda | Julia Starodubcewa | 7:5, 4:6, 6:1 |